# 18 septembre
Pour les articles homonymes, voir Dix-Huit-Septembre.
18 août 18 octobre
Chronologies thématiques
- Croisades
- Ferroviaires
- Sports
- Disney
- Anarchisme
- Catholicisme

Abréviations / Voir aussi
- (° 1852) = né en 1852
- († 1885) = mort en 1885
- a.s. = calendrier julien
- n.s. = calendrier grégorien
- Calendrier
- Calendrier perpétuel
- Liste de calendriers
- Naissances du jour

Le 18 septembre est le 261e jour de l'année du calendrier grégorien, 262e lorsqu'elle est bissextile (il en reste ensuite 104).
C'était généralement l'équivalent du 2e jour complémentaire du calendrier républicain ou révolutionnaire français, officiellement dénommé jour du génie.

## Événements

### Iersiècle
- 96 : Nerva devient empereur romain.

### IVesiècle
- 324 : victoire de Constantin sur Licinius, à la bataille de Chrysopolis.

### XIIesiècle
- 1180 : Philippe II Auguste devient roi de France.

### XVesiècle
- 1454 : victoire de l'ordre Teutonique sur le royaume de Pologne, à la bataille de Konitz, pendant la guerre de Treize Ans.

### XVIesiècle
- 1544 :
  - la Suède s'allie à la France, pour faire échec à la coalition du Danemark, avec le Saint-Empire romain germanique.
  - trêve de Crépy-en-Laonnois, signée entre Charles Quint et François Ier.
- 1586 : Alexandre Farnèse devient duc de Parme.
- 1595 : Henri IV est reconnu roi de France par le pape Clément VIII.

### XVIIesiècle
- 1691 : bataille de Leuze, entre la France, les Provinces-Unies et l'Angleterre, victoire des troupes françaises.
- 1692 : séisme près de Liège.

### XVIIIesiècle
- 1739 : signature du traité de Belgrade.
- 1759 : signature des articles de capitulation de Québec.
- 1776 : fondation de San Francisco.
- 1793 : bataille de Coron, pendant la guerre de Vendée.
- 1799 : prise de Pontorson, pendant la Chouannerie.

### XIXesiècle
- 1810 : première junte nationale de gouvernement, au Chili.
- 1811 : création du bataillon de sapeurs-pompiers de Paris.
- 1831 : José Joaquín Prieto devient président du Chili.
- 1850 : vote du deuxième Fugitive Slave Act, par le Congrès des États-Unis.
- 1860 : bataille de Castelfidardo, où les troupes du royaume de Piémont-Sardaigne battent les troupes pontificales.
- 1862 : les Sioux déposent les armes, devant le général Sibley.
- 1872 : début du règne duel d'Oskar II, roi de Suède.
- 1873 : vent de panique à Wall Street.
- 1885 : annexion de la Roumélie orientale par la Bulgarie.
- 1886 : José Manuel Balmaceda est élu président de la République du Chili.
- 1898 : incident diplomatique entre troupes coloniales françaises et anglaises, à Fachoda.

### XXesiècle
- 1905 : signature du Home Rule, projet d’autonomie de l’Irlande vis-à-vis du Royaume-Uni.
- 1916 : Alexeï Broussilov interrompt l'offensive russe contre l'armée allemande.[réf. nécessaire]
- 1918 : bataille de la ligne Hindenburg.
- 1931 : incident de Mukden, dans le sud de la Mandchourie. Sabotage d’une voie ferrée par les Japonais, offrant à ces derniers un prétexte pour occuper la région.
- 1934 : admission de l'URSS à la Société des Nations.
- 1944 : le HMS Tradewind coule le Jun'yō Maru.
- 1947 :
  - inauguration de la voie de la Liberté, route bornée de la progression des forces alliées à travers l’Europe.
  - promulgation de la National Security Act, aux États-Unis, réformant l'organisation des forces armées et des services de renseignements américains, après la guerre.
- 1948 : résolution no 57 du Conseil de sécurité des Nations unies, sur la Palestine.
- 1973 : la République fédérale d’Allemagne et la République démocratique allemande deviennent membres de l'ONU, ainsi que les Bahamas.
- 1975 : Patricia Hearst est arrêtée par le FBI.
- 1988 : un coup d'État en Birmanie remplace le président Maung Maung par le général Saw Maung, lors d'événements politiques.
- 1997 : 
  - adoption de la Convention sur l'interdiction des mines antipersonnel.
  - courte victoire du oui (50,3 %), au Pays de Galles, lors d'un référendum sur l'autonomie du pays[1].

### XXIesiècle
- 2005 : premières élections parlementaires depuis 36 ans, en Afghanistan.
- 2011 : au Liechtenstein, une pétition pour réclamer la légalisation de l'avortement est refusée, lors d'une votation populaire[2].
- 2012 : résolution no 2067, du Conseil de sécurité des Nations unies, sur la situation en Somalie.
- 2013 : massacre de Benisheik pendant l'insurrection de Boko Haram.
- 2014 : le référendum sur l'indépendance de l'Écosse se conclut en faveur du maintien dans le Royaume-Uni.
- 2016 : élections législatives en Russie.
- 2018 : rencontre entre Moon Jae-in et Kim Jong-un lors du troisième sommet inter-coréen de l'année.
- 2024 : 14 morts et 450 blessés au Liban à la suite de l'explosion de talkies-walkies du Hezbollah.

## Arts, culture et religions
- 1794 : en France, première loi de séparation des Églises et de l'État.
- 1864 : béatification de Marguerite-Marie Alacoque.

## Sciences et techniques
- 2002 : sortie de la première Freebox (V1), déclenchant une révolution sur le marché de l'ADSL, en France.
- 2010 : l'amputé des quatre membres Philippe Croizon traverse la Manche à la nage[3].

## Économie et société
- 1851 : première publication du journal New York Times.
- 1981 : loi sur l'abolition de la peine de mort en France, votée à l'Assemblée nationale.
- 1998 : formation de l'ICANN (Internet Corporation for Assigned Names and Numbers, ou « Société pour l'attribution des noms de domaine et des numéros Internet »).
- 2011 : le groupe allemand Siemens annonce qu'il renonce à ses activités dans le domaine du nucléaire civil.
- 2019 : le Groupe 1981 rachète OUI FM à l'animateur Arthur[4].
- 2023 : le Canada impute à l'Inde l’assassinat, commis trois mois plus tôt à Surrey (Colombie-Britannique), du séparatiste sikh Hardeep Singh Nijjar[5].

## Naissances

### Iersiècle
- 53 : Trajan (Marcus Ulpius Traianus dit), empereur romain de 98 à 117 († 117).

### XVIesiècle
- 1539 : Louis IV de Nevers, duc de Nevers et de Rethel († 23 octobre 1595).

### XVIIIesiècle
- 1709 : Samuel Johnson, écrivain anglais († 13 décembre 1784).
- 1752 : Adrien-Marie Legendre, mathématicien français († 9 ou 10 janvier 1833).
- 1758 : Louis Friant, général français († 24 juin 1829).
- 1763 : Antonio Romero, matador espagnol († 5 mai 1802).
- 1765 : Grégoire XVI (Bartolomeo Alberto Cappellari dit), 254e pape, en fonction de 1831 à 1846 († 1er juin 1846).
- 1786 : Christian VIII, roi de Norvège en 1814 et roi du Danemark de 1839 à 1848 († 20 janvier 1848).

### XIXesiècle
- 1803 : Jacques-Désiré Laval, missionnaire français († 9 septembre 1864).
- 1809 : Armand Barbès, avocat et homme politique français († 26 juin 1870).
- 1819 : Léon Foucault, physicien et astronome français († 11 février 1868).
- 1838 : Anton Mauve, peintre français († 5 février 1888).
- 1852 : Octave Callandreau, astronome français († 13 février 1904).
- 1872 : Adolf Schmal, coureur cycliste autrichien, champion olympique en 1896 († 28 août 1919).
- 1875 : Henriette Renié, harpiste, pédagogue et compositrice française († 1er mars 1956).
- 1876 : James Scullin, homme politique australien († 28 janvier 1953).
- 1891 : 
  - Dimitri Pavlovitch, Grand-duc de Russie († 5 mars 1942).
  - Claire Sainte-Soline, femme de lettres française, jurée du prix Femina († 14 octobre 1967).
- 1895 : John Diefenbaker, homme politique canadien, Premier ministre du Canada de 1957 à 1963 († 16 août 1979).
- 1898 : Paul Vialar, écrivain français († 8 janvier 1996).
- 1900 : 
  - Jean-Henri Durand, résistant français du réseau Alliance pendant la Seconde Guerre mondiale († 30 novembre 1944).
  - Seewoosagur Ramgoolam, homme politique mauricien, Premier ministre de Maurice de 1983 à 1985 († 15 décembre 1985).

### XXesiècle
- 1904 :
  - Tomás Cloma, avocat et homme d'affaires philippin († 18 septembre 1996).
  - Bun Cook (Frederick Joseph Cook dit), joueur de hockey sur glace canadien († 19 mars 1988).
- 1905 :
  - Greta Garbo, actrice suédoise († 15 avril 1990).
  - Agnes de Mille, chorégraphe, danseuse et metteur en scène américaine († 7 octobre 1993).
- 1907 : 
  - Edwin McMillan, physicien nucléaire américain († 7 septembre 1991).
  - Job Edward Lousley, botaniste britannique († 6 janvier 1976).
- 1908 : Viktor Ambartsoumian (Վիկտոր Համբարձումյան), astronome et astrophysicien arménien († 12 août 1996).
- 1910 : Fernand Sardou, chanteur et acteur français († 31 janvier 1976).
- 1911 : Syd Howe (Sydney Harris Howe dit), joueur de hockey sur glace canadien († 20 mai 1976).
- 1913 : Georges Borgeaud, peintre suisse († 22 janvier 1998).
- 1916 : Rossano Brazzi, acteur italien († 24 décembre 1994).
- 1917 :
  - François de Labouchère, aviateur français, compagnon de la Libération († 5 septembre 1942).
  - June Foray, actrice de doublage américaine († 26 juillet 2017).
- 1918 : Renée Le Calm dite Madame Renée, actrice française sur le tard devenue centenaire († 8 juin 2019).
- 1920 : Jack Warden, acteur américain († 19 juillet 2006).
- 1921 :
  - Maurice Bernardet, journaliste français († 18 octobre 2008).
  - Maria Judite de Carvalho, écrivain portugais († 18 janvier 1998).
  - Guy Tréjan, acteur français († 25 janvier 2001).
- 1923 :
  - Anne de Bourbon-Parme, épouse du roi Mihai Ier de Roumanie († 1er août 2016).
  - Bertha Wilson, juge canadienne d’origine écossaise († 28 avril 2007).
- 1924 : Jefferson Davis Tippit, officier de police américain († 22 novembre 1963).
- 1925 : Harvey Haddix (en), joueur de baseball américain († 8 janvier 1994).
- 1927 : Phyllis Kirk, actrice américaine († 19 octobre 2006).
- 1928 : Paola Mori (Paola -comtesse- di Girifalco dite), actrice italienne et épouse d'Orson Welles de 1955 jusqu'à la mort de ce dernier en 1985 († 12 août 1986).
- 1930 : Ignace Moussa I Daoud, cardinal syrien († 7 avril 2012).
- 1932 : André Badin, acteur français († 23 janvier 2009).
- 1933 :
  - Robert Blake, acteur américain.
  - William Scott « Scotty » Bowman, entraîneur de hockey sur glace canadien.
  - Valentina Ponomaryova (Валентина Леонидовна Пономарёва), aspirante-cosmonaute soviétique († 8 novembre 2023).
  - Jimmie Rodgers (James Frederick Rodgers dit), chanteur américain  († 18 janvier 2021).
- 1935 : Dimitri (Dimitri Jakob Müller dit), clown suisse († 19 juillet 2016).
- 1937 : Ralph Backstrom, joueur de hockey sur glace canadien († 7 février 2021).
- 1938 : Hetty Verhoogt, actrice néerlandaise.
- 1940 :
  - Francis Thomas « Franckie » Avallone, chanteur américain.
  - Abbas El Fassi (عباس الفاسي), homme politique marocain, Premier ministre du Maroc de 2007 à 2011.
- 1943 : 
  - Ling Liong Sik, homme politique malaisien.
  - Sophie Clément, actrice québécoise.
- 1944 : Charles Lacy Veach, astronaute américain († 3 octobre 1995).
- 1945 : John McAfee, informaticien américain († 23 juin 2021).
- 1946 : 
  - Omar Blondin Diop, philosophe et militant révolutionnaire sénégalais († 11 mai 1973).
  - Rocío Jurado (María del Rocío Trinidad Mohedano Jurado dite), chanteuse et actrice espagnole († 1er juin 2006).
- 1948 : Dominique Chapatte, journaliste automobile français.
- 1949 : 
  - Guennadi Komnatov, coureur cycliste soviétique, champion olympique († 19 mars 1979).
  - Kerry Livgren, musicien et compositeur américain du groupe Kansas.
- 1950 : Darryl Sittler, joueur de hockey sur glace canadien.
- 1951 :
  - Dee Dee Ramone (Douglas Glen Colvin dit), bassiste américain du groupe The Ramones († 5 juin 2002).
  - Anthony « Tony » Scott (en), joueur de baseball professionnel américain.
  - Marc Surer, pilote automobile suisse.
- 1952 : Richard Grenier, hockeyeur professionnel québécois.
- 1954 :
  - Takao Doi (土井隆雄), spationaute japonais.
  - Dennis Johnson, basketteur puis entraîneur américain († 22 février 2007).
- 1955 : Lise Dion, humoriste québécoise.
- 1956 :
  - Eric Damain, acteur français.
  - José Luis Doreste, skipper espagnol, champion olympique.
  - Peter Šťastný, hockeyeur sur glace tchécoslovaque, slovaque puis canadien.
- 1958 :
  - John Aldridge, footballeur irlandais.
  - Rachid Taha, compositeur franco-algérien († 12 septembre 2018).
- 1959 :
  - Christian Caminiti, footballeur français.
  - Ryne Sandberg, joueur de baseball américain.
  - Wu Shude, haltérophile chinois, champion olympique.
- 1960 : Sophie Berger, karatéka française.
- 1961 :
  - Alain Casanova, footballeur puis entraîneur français.
  - James Gandolfini, acteur américain († 19 juin 2013).
  - Helena Hamerow, archéologue britannique.
  - Bernard Werber, écrivain français.
- 1962 : Joanne Catherall, chanteuse anglaise du groupe The Human League.
- 1966 :
  - Tom Chorske, hockeyeur professionnel américain.
  - Isabelle Demongeot, joueuse de tennis puis entraîneur française.
- 1969 :
  - Nezha Bidouane, athlète de haies marocaine.
  - Cappadonna (Daryl Hill dit), chanteur américain.
- 1970 : Didier Rous, cycliste sur route puis directeur sportif français.
- 1971 :
  - Lance Armstrong, cycliste sur route américain.
  - Anna Netrebko, soprano austro-russe.
  - Jada Pinkett Smith, actrice et chanteuse américaine.
- 1972 :
  - Brigitte Becue, nageuse belge.
  - Adam Cohen, auteur-compositeur, musicien et chanteur d’origine québécoise.
  - Michael Landes, acteur américain.
  - André Willms, rameur d'aviron allemand, double champion olympique.
- 1973 :
  - Laurent Foirest, basketteur français.
  - Dario Frigo, cycliste sur route italien.
  - James Marsden, acteur américain.
  - Mark Shuttleworth, homme d'affaires sud-africain.
- 1974 :
  - Sol Campbell, footballeur anglais.
  - Ticha Penicheiro, basketteuse portugaise.
- 1975 : 
  - Jorge Gutiérrez, boxeur cubain, champion olympique.
  - Jason Gardener, athlète britannique spécialiste du sprint, champion olympique.
  - Jason Sudeikis, acteur américain.
- 1977 : 
  - Barrett Foa, acteur américain.
  - Kieran West, rameur d'aviron britannique, champion olympique.
- 1979 :
  - Lasse Boesen, handballeur danois.
  - Osama Daghles , basketteur jordanien.
  - Ashraf Sinclair, mannequin et acteur indonésien.
- 1980 :
  - Araujo Ilan, footballeur italo-brésilien.
  - Petri Virtanen, basketteur finlandais.
- 1981 :
  - Camille Combal, animateur français.
  - Kristaps Valters, basketteur letton.
- 1982 :
  - Peter Budaj, joueur de hockey sur glace slovaque.
  - Arvydas Eitutavičius, basketteur lituanien.
  - Lukas Reimann, homme politique suisse.
  - Ronald Perry « T.J. » Thompson, Jr., basketteur américain.
- 1984 :
  - Travis Outlaw, basketteur américain.
  - Mathieu Perget, cycliste sur route français.
- 1985 : Justin Hawkins, basketteur américain.
- 1986 :
  - Keeley Hazell, mannequin britannique.
  - Renaud Lavillenie, perchiste français (charentais).
- 1987 : Anaclet Kabeya Kalenga, homme politique de la République démocratique du Congo.
- 1988 : Paul Plexi, auteur-compositeur-interprète suisse-francophone.
- 1989 :
  - Serge Ibaka, basketteur congolo-espagnol.
  - Edwin Jackson, basketteur français.
  - Takuo Okubo, footballeur japonais.
- 1990 : Cristina Ouviña, basketteuse espagnole.
- 1991 : Jérémie Douillet, basketteur français.
- 1992 :
  - Keika Matsuoka (桂花 松岡), chanteuse japonaise.
  - Timothey N'Guessan, handballeur français.
- 1998 : Théo Fernandez, acteur français.

### XXIesiècle
- 2003 : Aidan Gallagher, acteur américain.

## Décès

### Iersiècle
- 96 : Domitien (Titus Flavius Domitianus dit), empereur romain de fin 81 à cette mort (° 24 octobre 51).

### XIesiècle
- 1092 : Jourdain de Hauteville, chevalier normand (° 1058).

### XIIesiècle
- 1180 : Louis VII dit « le Jeune », roi de France de 1137 à 1180 (° 1120).

### XVIesiècle
- 1524 : Charlotte de France, deuxième enfant et deuxième fille du roi de France François Ier et de la reine Claude de France (° 23 octobre 1516).

### XVIIIesiècle
- 1783 : Leonhard Euler, mathématicien suisse (° 15 avril 1707).

### XIXesiècle
- 1811 : André Rigaud, général de la révolution haïtienne (° 17 janvier 1761).
- 1819 : Pierre-Fridolin Piet-Berton de Chambelle, militaire, administrateur et homme de lettres français (° 11 mars 1757).
- 1821 : Jean-Nicolas Corvisart-Desmarets, médecin personnel de Napoléon (° 15 février 1755).
- 1872 : Charles XV, roi de Suède et de Norvège de 1859 à 1872 (° 3 mai 1826).
- 1883 : Antoinette Fage, Marie de Jésus, religieuse, fondatrice (° 7 novembre 1824).
- 1886 : Alphonse Bottard, homme politique français (° 16 avril 1819).
- 1891 : William Ferrel, météorologue américain célèbre pour son explication de la circulation atmosphériques des latitudes moyennes (° 29 janvier 1817).
- 1898 : Émile Mayade, pilote automobile français (° 21 août 1853).

### XXesiècle
- 1904 : Herbert von Bismarck, homme politique et diplomate allemand, fils d’Otto von Bismarck (° 28 décembre 1849).
- 1911 : Piotr Stolypine (Пётр Арка́дьевич Столы́пин), homme politique russe, Premier ministre de 1906 à 1911 (° 14 avril 1862).
- 1924 : Francis Herbert Bradley, philosophe anglais (° 30 janvier 1846).
- 1925 : Joseph-Dominique Guay, homme d'affaires canadien (° 14 avril 1866).
- 1934 : François-Xavier Cloutier, évêque québécois (° 2 novembre 1848).
- 1939 : Witkacy (Stanisław Ignacy Witkiewicz dit), homme de lettres, peintre et photographe polonais (° 24 février 1885).
- 1949 : Frank Morgan, acteur américain (° 1er juin 1890).
- 1951 : Constant Huret, coureur cycliste français (° 26 janvier 1870).
- 1956 : Adélard Godbout, homme politique québécois, Premier ministre du Québec en 1936 (° 24 septembre 1892).
- 1959 : Benjamin Péret, poète français (° 4 juillet 1899)
- 1961 : Dag Hammarskjöld, diplomate suédois, secrétaire général de l'ONU de 1953 à 1961 (° 29 juillet 1905).
- 1964 : Seán O'Casey, dramaturge irlandais (° 30 mars 1880).
- 1967 : John Cockcroft, physicien britannique, prix Nobel de physique en 1951 (° 27 mai 1897).
- 1968 : Franchot Tone, acteur américain (° 27 février 1905).
- 1970 : Johnny Allen « Jimi » Hendrix, chanteur et guitariste américain (° 27 novembre 1942).
- 1979 : André Zeller, général français (° 1er janvier 1898).
- 1987 : Américo Tomás, amiral et homme politique portugais, président du Portugal de 1958 à 1974 (° 19 novembre 1894).
- 1991 : Pierre de Morsier, officier de marine, compagnon de la Libération (° 5 janvier 1908).
- 1994 : 
  - Vitas Gerulaitis, joueur de tennis professionnel (° 26 juillet 1954).
  - Jean-Jacques (Jean Guillaume dit), acteur franco-belge (° 5 août 1923).
  - Maung Maung, homme d'État birman (° 11 janvier 1925).
- 1996 : 
  - Annabella (Suzanne Charpentier dite), actrice française (° 14 juillet 1907).
  - Henri Caffarel, prêtre catholique français (° 30 juillet 1903).
  - Tomás Cloma, avocat et homme d'affaires philippin (° 18 septembre 1904).
  - Fernand Deligny, pédagogue, écrivain et réalisateur français (° 7 novembre 1913).
  - Kimmo Nevonmaa, compositeur finlandais (° 10 mai 1960).
  - Bai Yang, actrice chinoise (° 4 mars 1920).
- 1997 : Jean-François Chabrun, poète, résistant, journaliste, écrivain et critique d'art français (° 22 juin 1920).
- 1998 :
  - Joseph Randle Bailey, herpétologiste américain (° 17 septembre 1913).
  - Charlie Foxx, chanteur du duo Inez and Charlie Foxx (° 23 octobre 1939).
  - Vadim Rogovine, historien et sociologue soviétique puis russe (° 10 mai 1937).
- 1999 : Léo Amberg, cycliste sur route suisse (° 23 mars 1912).
- 2000 : Gilbert Carpentier, producteur d'émissions de variété français (° 20 mars 1920).

### XXIesiècle
- 2001 : Jean-Pierre Rambal, acteur français (° 13 septembre 1931).
- 2002 : 
  - Léon Cuffaut, militaire français (° 20 janvier 1911).
  - Robert Lee « Bob » Hayes, athlète américain (° 20 décembre 1942).
- 2004 : 
  - Jean-Pierre Médan, footballeur français (° 9 mai 1913).
  - Russell Albion « Russ » Meyer, réalisateur américain (° 21 mars 1922).
- 2005 : Michael Park, copilote de rallye britannique (° 22 juin 1966).
- 2006 : 
  - Aja, actrice et réalisatrice de films pornographiques américaine (° 14 juillet 1963).
  - Edward J. King, homme politique américain (° 11 mai 1925).
  - Nilton Mendes, footballeur brésilien (° 7 janvier 1976).
  - Bernard Perpète, animateur et comédien belge (° 13 septembre 1961).
  - François Tamba Ndembe, sculpteur congolais (° 28 septembre 1942).
- 2007 : 
  - Benyamin Yosef Bria, prélat indonésien (° 7 août 1956).
  - Jacques Schotte, psychiatre et psychanalyste belge (° 26 juin 1928).
  - Lydia Veicht, patineuse artistique allemande (° ? 1922).
- 2008 :
  - Mauricio Kagel, compositeur, chef d'orchestre et metteur en scène argentin (° 24 décembre 1931).
  - Jean Marsaudon, homme politique français (° 3 mai 1946).
  - Florestano Vancini, réalisateur et scénariste italien (° 24 août 1926).
- 2010 :
  - James Bacon, acteur, journaliste et éditorialiste américain (° 12 mai 1914).
  - Robert Alfred « Bobby » Smith, footballeur anglais (° 22 février 1933).
  - Patrick Saint-Éloi, chanteur français, meneur du groupe Kassav' (° 20 octobre 1958).
- 2013 : Arthur Lamothe, réalisateur, producteur, scénariste et monteur franco-canadien (° 7 décembre 1928).
- 2016 : Michel Vaxès, homme politique français (° 14 novembre 1940).
- 2018 : 
  - Piotr Lachert, compositeur et pianiste belge d'origine polonaise (° 5 septembre 1938).
  - Marceline Loridan-Ivens, cinéaste française, témoin rescapée des camps de la mort, veuve de Joris Ivens (° 19 mars 1928).
  - Jean Piat, acteur français, sociétaire honoraire de la Comédie Française (° 23 septembre 1924).
- 2019 : Fernando Ricksen, footballeur international néerlandais (° 27 juillet 1976).
- 2020 : 
  - Joan Ruth Bader Ginsburg, avocate, juriste, universitaire et juge américaine jusqu'à la Cour suprême fédérale, deuxième femme y nommée (° 15 mars 1933).
  - Marcel Trillat, journaliste de télévision publique, réalisateur de films documentaires et auteur français (° 4 avril 1940).
- 2021 :
  - Julos Beaucarne, conteur, poète, comédien, écrivain, sculpteur et chanteur belge en langues wallonne et française (° 27 juin 1936).
  - Mario Camus, scénariste et réalisateur espagnol (° 20 avril 1935).
  - Anna Chromý, artiste tchèque (° 18 juillet 1940).
  - Abdel Mottaleb al-Kazimi, haut fonctionnaire et homme politique koweïtien (° 24 octobre 1936).
  - Gudmund Restad, homme politique norvégien (° 19 décembre 1937)
  - Chris Anker Sørensen, cycliste professionnel danois (° 5 septembre 1984)
- 2022 : 
  - Mustafa Dağıstanlı, lutteur turc (° 11 avril 1931)
  - Kjell Espmark, écrivain suédois (° 19 février 1930)
  - Nick Holonyak Jr, ingénieur américain (° 3 novembre 1928)
- 2024 : Christian-Marie Monnot, journaliste français de télévision (° 14 novembre 1945).

## Célébrations
- Journée mondiale du contrôle de l'eau (en)[6].
- Journée internationale de l'égalité de rémunération (es) instituée en 2020 par l'ONU[7].
- Journée internationale du bambou.

- Chili : fête de l'indépendance ou Dieciocho[8], premier jour des fêtes patriotiques au Chili qui commémore la première junte nationale de gouvernement de 1810 prélude à l'indépendance formelle du 12 février 1818 vis-à-vis de l'Espagne.

### Saints des Églises chrétiennes

#### Catholiques et orthodoxes
Saints du jour, :
- Ariane († entre 117 et 161) - ou « Ariadne », ou « Marie » -, esclave à Prymnessos en Phrygie Salutaire (Asie mineure), martyre des premiers siècles.
- Castor d'Alexandrie († ?), martyr.
- Didier de Rennes (VIIe siècle) - ou « Dizier », « Desiderius », Dider, ou Disdier -, évêque de Rennes, martyr.
- Eumène (VIIe siècle) dit « le Thaumaturge », évêque de Gortyne en Crète.
- Eustorge Ier de Milan († vers 331 ou 355), d'origine grecque, évêque de Milan.
- Ferréol († 304) - ou « Forget », ou « Ferreolus » -, tribun militaire, martyr à Vienne en Dauphiné sous Dioclétien et Maximien.
- Hybald (en) († vers 690) - ou « Hygbald », « Higbald », « Hugbald », ou « Hibald » -, abbé dans le comté de Lincoln, puis ermite ; date occidentale, fêté le 14 décembre en Orient[11].
- Océan (IIIe siècle), martyr à Nicomédie en Bithynie (Asie Mineure).
- Richarde de Souabe († vers 903) - ou « Richarde d'Andlau » -, impératrice germanique, épouse répudiée de Charles le Gros, devenue moniale à Andlau en Alsace.
- Romylos (IVe siècle), né à Binine en Bulgarie, ascète successivement en Grèce, en Albanie et en Serbie.
- Senier († vers 573) - ou « Senere », « Senerus », ou « Sénateur » -, évêque d'Avranches et de Coutances en Normandie.

#### Saints voire bienheureux catholiques
Saints voire béatifiés du jour :
- David Okelo et Gildas Irwa († 1918), bienheureux, martyrs à Paimol, en Ouganda.
- Dominique Trach Doai († vers 1843), prêtre dominicain et martyr à Nam Dinh, au Tonkin, sous l’empereur Minh Mang.
- Joseph de Copertino († 1663), franciscain apulien.
- Joseph Kut († 1942), bienheureux, prêtre polonais et martyr des nazis à Dachau.
- Pons de Léras (XIIe siècle), bienheureux moine cistercien.
- Huit martyrs espagnols de la guerre civile d'Espagne († 1936), bienheureux : Charles Eraña Guruceta à Ciudad Real (° 1884) ; Ferdinand Garcia Sendra et Joseph Garcia Mas, près de Gandia ; Ambroise (Sauveur Chulia Ferrandis), Valentin (Vincent Jaunzaras Gomez), François (Juste Lerma Martinez), Richard (Joseph Lopez Mora) et Modeste (Vincent Gay Zarzo), bienheureux, cinq membres du Tiers-Ordre de Saint-François, à Montserrat.

#### Saints orthodoxes
- Bidzine († 1661) - ou « Bidzina » -, avec Élisbar - ou « Elisar » -, et Chavel - ou « Chalva » -, princes de Géorgie, martyrs par la main des musulmans sous Abbas II de Perse.

### Prénoms du jour
Nadège (sainte Espérance),
Et aussi :
- Ariane et ses variantes : Arian, Ariana ;
- Océane, Ocean, Oceana, Océana, Oceania, Océania, Okeanos, Okéanos.

## Traditions et superstitions

### Dictons du jour
- « Froid à la sainte-Nadège annonce pour bientôt la neige. »[12]
- « Froid à la saint-Joseph, annonce pour bientôt la neige. »[13] (à différencier de la saint-Joseph majeure des 19 mars)

### Astrologie
- Signe du zodiaque : vingt-septième jour du signe astrologique de la Vierge.

## Toponymie
- Plusieurs voies, places, sites ou édifices de pays ou provinces francophones contiennent la date du jour dans leur nom sous diverses graphies possibles : voir Dix-Huit-Septembre.